# До свидания там, наверху (фильм)
«До свидания там, наверху» (фр. Au revoir là-haut) — французско-канадский драматический фильм 2017 года, поставленный режиссёром Альбером Дюпонтелем по одноименному роману-бестселлеру Пьера Леметра 2013 года. Фильм был номинирован в 13 категориях на получение французской национальной кинопремии «Сезар» 2018 года и получил пять наград, в том числе за лучшую режиссёрскую работу.

## Сюжет
Последние дни Первой мировой войны. Лейтенант Прадель, негодяй, для которого человеческая жизнь ничто, посылает на верную гибель двух рядовых — блестящего молодого художника, сына миллионера Эдуара и бывшего бухгалтера  Альбера. Эдуар спасает жизнь Альбера, но сам тяжело ранен. Его лицо ужасно изуродовано, и он не хочет возвращаться в замок отца таким. Объявив себя погибшим и навсегда скрыв лицо под маской, Эдуар начинает рисовать потрясающие картины о войне. Альбер становится импресарио «человека без лица».

## В ролях
- Науэль Перес Бискаярт — Эдуар Перикур
- Альбер Дюпонтель — Альбер Майяр
- Лоран Лафитт — Анри д'Ольней-Прадель
- Нильс Ареструп — Марсель Перикур
- Эмили Декьенн — Маделин Перикур
- Мелани Тьерри — Полин
- Элоиз Бальстер — Луиза
- Мишель Вюйермоз — Жозеф Мерлен
- Филипп Юшан — Лабурден
- Андре Маркон — офицер жандарм

## Награды и номинации
Премия «Сезар»-2018
- Лучший фильм — продюсер: Катрин Бозорган, режиссёр: Альбер Дюпонтель (номинация)
- Лучшая режиссура — Альбер Дюпонтель (награда)
- Лучший актёр — Альбер Дюпонтель (номинация)
- Лучший актёр второго плана — Нильс Ареструп (номинация)
- Лучший актёр второго плана — Лоран Лафитт (номинация)
- Лучшая актриса второго плана — Мелани Тьерри (номинация)
- Лучший адаптированный сценарий — Альбер Дюпонтель, Пьер Леметр (награда)
- Лучшая музыка к фильму — Кристоф Жюльен (номинация)
- Лучший монтаж — Кристоф Пинель (фр.) (номинация)
- Лучшая работа оператора — Венсен Матиа (фр.) (награда)
- Лучшие декорации — Пьер Кеффелеан (награда)
- Лучшие костюмы — Мими Лемпика (награда)
- Лучший звук — Жан Минондо, Гюрваль Коик-Галлас, Сирил Хольц, Дамьен Лаццерини (номинация)

Премия «Люмьер»-2018
- Лучший фильм — режиссёр: Альбер Дюпонтель (номинация)
- Лучший сценарий — Альбер Дюпонтель, Пьер Леметр (номинация)
- Лучшая работа оператора — Венсен Матиа (номинация)